# Tayyib Kanarya
Tayyib Kanarya (* 17. Oktober 1995 in Kocasinan) ist ein türkischer Fußballspieler.

## Karriere
Kanarya begann 2008 in der Jugend von Kayseri İl Özel İdarespor mit dem Vereinsfußball und wechselte er 2006 in die Jugend von Kayseri Erciyesspor.
Zur Saison 2014/15 wurde er erstmals am Training der Profimannschaft beteiligt und zur nächsten Rückrunde zusammen mit seinem Teamkameraden Tuğay Adamcıl an den Drittligisten Pazarspor ausgeliehen. Bei diesem Klub gab er am 8. Februar 2015 in der Ligapartie gegen Altay Izmir sein Profidebüt.